# East Zorra-Tavistock
Pour les articles homonymes, voir Tavistock.
East Zorra-Tavistock est un township situé au sud-ouest de l'Ontario, résultant de la fusion en 1975 du Township d'East Zorra et du village of Tavistock. Il est situé dans le comté d'Oxford, et sa population était de 7 129 habitants en 2016.